# 平和賞 (船橋競馬)
平和賞（へいわしょう）は、千葉県競馬組合が船橋競馬場で施行する地方競馬の重賞競走（SII）である。正式名称は「農林水産大臣賞典 平和賞」。
競走名は軽種馬産地である千葉県が、2歳の若駒の将来を平和に託すことに由来する。
副賞は農林水産大臣賞、地方競馬全国協会理事長賞、全国公営競馬主催者協議会会長賞、開催執務委員長賞、また船橋競馬生産牧場賞がある（2024年）。

## 概要
船橋競馬場の前身である柏競馬場で1949年より施行され、船橋競馬場へも引き継がれていた「平和賞」が、1955年度にそのまま船橋競馬場のダート1200mでサラブレッド系3歳（現2歳）南関東所属馬限定の重賞競走として制定された。施行距離は1962年度からダート1500mに変更、1983年度からダート1600mに変更された。2003年度から東日本地区交流競走、2006年度から地方競馬全国交流競走として施行されている。
2008年、2010年、2012年から2014年、及び2020年からは未来優駿シリーズに指定されている。また2021年からは2歳チャンピオンシリーズの対象競走に指定されている。
全日本2歳優駿のトライアル競走となっており、優勝馬には全日本2歳優駿の優先出走権が付与される。

### 条件・賞金等（2024年）
出走資格
サラブレッド系2歳、地方競馬選定馬（地方全国交流）。
優先順位（南関東所属）
トーシンブリザード・メモリアルで上位2着までに入った馬に優先出走権がある。
負担重量
定量。55kg、牝馬54kg
賞金等
賞金額は1着1800万円、2着630万円、3着360万円、4着180万円、5着90万円
船橋競馬場はえぬき馬優勝奨励金として船橋でデビューし他場への移籍歴のない馬が優勝した場合、同馬の馬主に270万円、管理調教師に36万円、調教師補佐・騎手・厩務員に18万円が支給される。
優先出走権付与
優勝馬には、全日本2歳優駿の優先出走権が付与される。

## 歴史
- 1955年 - サラブレッド系3歳、南関東所属馬限定の重賞として創設。
- 1995年 - 南関東グレード導入により「南関東G3」に格付け。
- 2001年 - 馬齢表示の国際基準への変更に伴い、出走条件を「サラブレッド系2歳の南関東所属馬」に変更。
- 2003年 - この年から東日本地区交流競走として施行、出走条件を「サラブレッド系2歳の北海道・岩手・上山・北関東・南関東所属馬」に変更。
- 2006年 - この年から地方競馬全国交流競走として施行、出走条件を「サラブレッド系2歳の地方所属馬」に変更。
- 2007年 - 南関東重賞格付表記を「SIII」に変更。
- 2024年 - 格付けを「SII」に変更[5]。

### 歴代優勝馬
すべて船橋競馬場ダートコースで施行。
| 回数   | 施行日         | 距離  | 優勝馬             | 性齢 | 所属   | タイム | 優勝騎手   | 管理調教師 | 馬主                                 |
| ------ | -------------- | ----- | ------------------ | ---- | ------ | ------ | ---------- | ---------- | ------------------------------------ |
| 第1回  | 1955年9月21日  | 1200m | ラツキーマミー     | 牝3  | 大井   | 1:15.4 | 須田茂     | 田中利衛   | 臼坂巌                               |
| 第2回  | 1956年10月17日 | 1200m | エイシヨウ         | 牝3  | 船橋   | 1:16.1 | 須田茂     | 関口三治   | 鈴木績                               |
| 第3回  | 1957年10月9日  | 1200m | ダイゴホマレ       | 牡3  | 大井   | 1:15.3 | 小筆昌     | 天間三之助 | 醍醐幸右衛門                         |
| 第4回  | 1958年10月28日 | 1200m | キンテン           | 牡3  | 大井   | 1:15.4 | 鈴木冨士男 | 栗田金吾   | 栗田ふさ                             |
| 第5回  | 1959年11月11日 | 1200m | オンスロート       | 牡3  | 船橋   | 1:14.2 | 赤間清松   | 田中九兵衛 | 三輪野憲治                           |
| 第6回  | 1960年10月11日 | 1200m | サンセイミドリ     | 牝3  | 大井   | 1:14.9 | 朝倉文四郎 | 三坂博     | 三坂成行                             |
| 第7回  | 1961年11月7日  | 1200m | リユウウン         | 牡3  | 船橋   | 1:15.2 | 柏木三郎   | 鈴木正一   | 中村信                               |
| 第8回  | 1962年11月16日 | 1500m | コクユウ           | 牡3  | 大井   | 1:35.8 | 佐々木竹見 | 伊藤正美   | 大杉精一                             |
| 第9回  | 1963年11月1日  | 1500m | シユンユウ         | 牡3  | 大井   | 1:33.6 | 高柳恒男   | 安藤栄作   | 島田喜久                             |
| 第10回 | 1964年10月12日 | 1500m | キヨクトー         | 牝3  | 大井   | 1:36.9 | 田畑勝男   | 長尾潔     | 長尾孝子                             |
| 第11回 | 1965年10月31日 | 1500m | ダイニハツスル     | 牡3  | 浦和   | 1:33.7 | 佐々木竹見 | 金子和夫   | 柿沼明                               |
| 第12回 | 1966年11月1日  | 1500m | ジンライオー       | 牡3  | 大井   | 1:36.2 | 佐々木竹見 | 大南栄蔵   | 大南きく子                           |
| 第13回 | 1967年10月25日 | 1500m | タケデンボー       | 牡3  | 船橋   | 1:34.7 | 溝邉正     | 宮下佐平   | 武市伝一                             |
| 第14回 | 1968年11月1日  | 1500m | トウシユン         | 牡3  | 船橋   | 1:35.3 | 海方昭三   | 矢熊寿     | 中井美恵子                           |
| 第15回 | 1969年11月5日  | 1500m | フジヒツト         | 牡3  | 船橋   | 1:35.8 | 宮下哲朗   | 米山仲司   | 藤代由太郎                           |
| 第16回 | 1970年10月28日 | 1500m | タニノカツヒメ     | 牝3  | 船橋   | 1:34.5 | 白川章司   | 岡林喜和   | 谷中勇                               |
| 第17回 | 1971年10月2日  | 1500m | パールナデイア     | 牡3  | 浦和   | 1:35.3 | 松浦備     | 川村忠夫   | 深田清                               |
| 第18回 | 1972年11月8日  | 1500m | トサエンド         | 牝3  | 船橋   | 1:34.5 | 角田次男   | 新井康夫   | 笹原貞生                             |
| 第19回 | 1973年11月1日  | 1500m | スピードパーシア   | 牡3  | 船橋   | 1:33.2 | 内野健二   | 及川六郎   | 佐藤清之助                           |
| 第20回 | 1974年11月1日  | 1500m | シタヤロープ       | 牡3  | 船橋   | 1:33.3 | 佐々木竹見 | 江口勇     | 高氏茂二                             |
| 第21回 | 1975年10月6日  | 1500m | ヤクモチヤーター   | 牡3  | 船橋   | 1:33.4 | 阿井正雄   | 栗原清     | 小倉正範                             |
| 第22回 | 1976年10月7日  | 1500m | ツクバニルコス     | 牡3  | 船橋   | 1:33.5 | 桑島孝春   | 谷口源吾   | 野口清                               |
| 第23回 | 1977年10月5日  | 1500m | ヒダカホーリユウ   | 牡3  | 船橋   | 1:34.4 | 岡島茂     | 谷口源吾   | 野口清                               |
| 第24回 | 1978年10月5日  | 1500m | ギフトエース       | 牡3  | 船橋   | 1:34.5 | 岡島茂     | 岡島一馬   | 松田敏雄                             |
| 第25回 | 1979年11月1日  | 1500m | スーパーヤマト     | 牡3  | 船橋   | 1:34.9 | 岡島茂     | 米山仲司   | 秋元重弘                             |
| 第26回 | 1980年10月3日  | 1500m | シゲノカマダ       | 牡3  | 船橋   | 1:34.6 | 佐藤隆     | 吉田馨     | 鎌田管仲                             |
| 第27回 | 1981年10月26日 | 1500m | ヒノデスター       | 牡3  | 船橋   | 1:35.1 | 桑島孝春   | 栗原清     | 吉種実                               |
| 第28回 | 1982年10月27日 | 1500m | ヨネタロウ         | 牡3  | 川崎   | 1:34.0 | 本間茂     | 高橋久志   | 田所国丈                             |
| 第29回 | 1983年10月26日 | 1500m | ユーラシア         | 牡3  | 船橋   | 1:34.9 | 高橋三郎   | 安藤栄作   | 高吉重勝                             |
| 第30回 | 1984年10月18日 | 1600m | キクノダンサー     | 牡3  | 船橋   | 1:41.7 | 田部和廣   | 波多野高次 | 中臺惠二                             |
| 第31回 | 1985年10月21日 | 1600m | ハクバテイム       | 牡3  | 川崎   | 1:40.7 | 佐々木竹見 | 鈴木春吉   | 米田律子                             |
| 第32回 | 1986年10月3日  | 1600m | エンドヒロー       | 牡3  | 船橋   | 1:42.9 | 桑島孝春   | 新井康夫   | 笹原貞生                             |
| 第33回 | 1987年11月16日 | 1600m | ノースオーシヤン   | 牡3  | 船橋   | 1:42.8 | 斉藤敏     | 斉藤速人   | 田中貴雄                             |
| 第34回 | 1988年11月16日 | 1600m | ミルユージ         | 牡3  | 船橋   | 1:42.1 | 桑島孝春   | 米山仲司   | 藤代由太郎                           |
| 第35回 | 1989年11月22日 | 1600m | ルースローマン     | 牝3  | 船橋   | 1:44.6 | 石崎隆之   | 川勝貫次   | 山本康久                             |
| 第36回 | 1990年11月14日 | 1600m | アーバントツプ     | 牡3  | 船橋   | 1:42.9 | 田部和廣   | 及川六郎   | 足立康則                             |
| 第37回 | 1991年12月11日 | 1600m | カヅサキング       | 牡3  | 船橋   | 1:44.3 | 佐藤隆     | 溝邉正     | 吉橋計                               |
| 第38回 | 1992年11月19日 | 1600m | キタサンテイオー   | 牡3  | 船橋   | 1:42.3 | 石崎隆之   | 川島正行   | （有）大野商事                       |
| 第39回 | 1993年11月24日 | 1600m | スペクタクル       | 牡3  | 船橋   | 1:41.7 | 張田京     | 濱月睦生   | 北條傳三                             |
| 第40回 | 1994年12月15日 | 1600m | スターギャラクシー | 牡3  | 浦和   | 1:44.2 | 見澤譲治   | 海馬澤司   | 安原相國                             |
| 第41回 | 1995年11月23日 | 1600m | ジーエムブライアン | 牡3  | 大井   | 1:41.7 | 久保田信之 | 福永二三雄 | 村山義一                             |
| 第42回 | 1996年11月21日 | 1600m | トーヨーマリア     | 牝3  | 船橋   | 1:43.3 | 佐藤正人   | 熊坂光広   | 藤田利勝                             |
| 第43回 | 1997年11月12日 | 1600m | エスケイタイガー   | 牡3  | 船橋   | 1:43.9 | 佐藤祐樹   | 波多野高次 | 伊藤輔則                             |
| 第44回 | 1998年11月24日 | 1600m | アスキットマジック | 牡3  | 浦和   | 1:42.9 | 桑島孝春   | 黒田桂二   | 中江隆一                             |
| 第45回 | 1999年11月18日 | 1600m | ワンダーグルーム   | 牡3  | 船橋   | 1:41.9 | 石崎隆之   | 須永和良   | 臼井勇                               |
| 第46回 | 2000年11月29日 | 1600m | ノトテイオー       | 牡3  | 川崎   | 1:43.9 | 金子正彦   | 山田正実   | 津孝俊                               |
| 第47回 | 2001年12月20日 | 1600m | ヒミツヘイキ       | 牡2  | 船橋   | 1:43.3 | 左海誠二   | 岡林光浩   | 田中春美                             |
| 第48回 | 2002年12月5日  | 1600m | グリンゼファー     | 牡2  | 船橋   | 1:40.8 | 内田博幸   | 佐藤賢二   | 相川てる                             |
| 第49回 | 2003年11月11日 | 1600m | ランノホシ         | 牡2  | 北海道 | 1:41.3 | 齋藤正弘   | 林和弘     | 原大栄                               |
| 第50回 | 2004年10月27日 | 1600m | シーチャリオット   | 牡2  | 船橋   | 1:40.4 | 内田博幸   | 川島正行   | ダーレー・ジャパン・レーシング（有） |
| 第51回 | 2005年10月26日 | 1600m | グッドストーン     | 牡2  | 船橋   | 1:43.3 | 石崎駿     | 岡林光浩   | 後藤繁樹                             |
| 第52回 | 2006年10月25日 | 1600m | キンノライチョウ   | 牡2  | 船橋   | 1:40.4 | 張田京     | 岡林光浩   | 南方明                               |
| 第53回 | 2007年11月14日 | 1600m | ノースダンデー     | 牡2  | 船橋   | 1:42.1 | 左海誠二   | 林正人     | 小川正男                             |
| 第54回 | 2008年10月22日 | 1600m | チョットゴメンナ   | 牡2  | 北海道 | 1:42.7 | 今野忠成   | 堂山芳則   | 加藤信之                             |
| 第55回 | 2009年11月18日 | 1600m | ナンテカ           | 牡2  | 北海道 | 1:42.4 | 武豊       | 角川秀樹   | （有）グランド牧場                   |
| 第56回 | 2010年11月3日  | 1600m | ヴァインバッハ     | 牝2  | 船橋   | 1:43.1 | 石崎駿     | 出川克己   | 吉田照哉                             |
| 第57回 | 2011年11月16日 | 1600m | エンジェルツイート | 牝2  | 北海道 | 1:42.8 | 森泰斗     | 角川秀樹   | （株）オリオンファーム               |
| 第58回 | 2012年10月31日 | 1600m | インサイドザパーク | 牡2  | 船橋   | 1:43.3 | 左海誠二   | 林正人     | 山口裕介                             |
| 第59回 | 2013年10月30日 | 1600m | ナイトバロン       | 牡2  | 船橋   | 1:42.9 | 本田正重   | 出川克己   | （有）キャロットファーム             |
| 第60回 | 2014年10月29日 | 1600m | ストゥディウム     | 牡2  | 船橋   | 1:43.2 | 石崎駿     | 矢野義幸   | （株）Nicks                          |
| 第61回 | 2015年11月11日 | 1600m | アンサンブルライフ | 牡2  | 浦和   | 1:42.5 | 左海誠二   | 小久保智   | 前田諭志                             |
| 第62回 | 2016年11月9日  | 1600m | スカイサーベル     | 牡2  | 船橋   | 1:46.6 | 矢野貴之   | 松代眞     | 小島俊治                             |
| 第63回 | 2017年10月25日 | 1600m | リンノストーン     | 牝2  | 北海道 | 1:43.5 | 真島大輔   | 林和弘     | 平井ひろみ                           |
| 第64回 | 2018年11月7日  | 1600m | ヒカリオーソ       | 牡2  | 川崎   | 1:43.3 | 瀧川寿希也 | 岩本洋     | 西森鶴                               |
| 第65回 | 2019年10月30日 | 1600m | ヴァケーション     | 牡2  | 川崎   | 1:42.8 | 吉原寛人   | 高月賢一   | 大岸昌浩                             |
| 第66回 | 2020年10月28日 | 1600m | マカベウス         | 牡2  | 船橋   | 1:42.8 | 本田正重   | 米谷康秀   | 梶本尚嗣                             |
| 第67回 | 2021年10月27日 | 1600m | ライアン           | 牡2  | 浦和   | 1:41.8 | 今野忠成   | 小久保智   | 島川隆哉                             |
| 第68回 | 2022年10月26日 | 1600m | プルタオルネ       | 牡2  | 北海道 | 1:46.3 | 本橋孝太   | 小国博行   | 佐藤良二                             |
| 第69回 | 2023年10月25日 | 1600m | カプセル           | 牡2  | 北海道 | 1:42.9 | 笹川翼     | 田中淳司   | 山口裕介                             |
| 第70回 | 2024年10月30日 | 1600m | ウィルオレオール   | 牡2  | 北海道 | 1:44.6 | 石川倭     | 小国博行   | 前田良平                             |

## 他地区所属馬の成績
| 回次             | 馬名               | 所属   | 着順 |
| ---------------- | ------------------ | ------ | ---- |
| 第52回（2006年） | レイズミーアップ   | 北海道 | 3着  |
|                  | ネバーオブライト   | 水沢   | 4着  |
|                  | ブリリアントレディ | 北海道 | 5着  |
|                  | ポッター           | 北海道 | 8着  |
| 第53回（2007年） | インカローズ       | 北海道 | 5着  |
|                  | マサノネバーマイン | 北海道 | 6着  |
|                  | シャンクス         | 北海道 | 7着  |
|                  | モエレジンダイコ   | 北海道 | 10着 |
|                  | スターオブジャンプ | 佐賀   | 13着 |
| 第54回（2008年） | チョットゴメンナ   | 北海道 | 1着  |
|                  | イケノナイン       | 北海道 | 2着  |
|                  | サプライズゲスト   | 北海道 | 5着  |
|                  | シャレーストーン   | 北海道 | 6着  |
|                  | メジャーサイレンス | 北海道 | 7着  |
| 第55回（2009年） | ナンテカ           | 北海道 | 1着  |
|                  | ブンブイチドウ     | 北海道 | 2着  |
|                  | ポシビリテ         | 北海道 | 7着  |
|                  | プリモエナジー     | 北海道 | 12着 |
| 第56回（2010年） | ドラゴンウィスカー | 北海道 | 2着  |
|                  | スクランブルエッグ | 北海道 | 3着  |
|                  | イチバンボシ       | 北海道 | 4着  |
|                  | マルヨコンバット   | 笠松   | 8着  |
|                  | リュウノフラッシュ | 水沢   | 13着 |
| 第57回（2011年） | エンジェルツイート | 北海道 | 1着  |
|                  | サンレイレーザー   | 北海道 | 3着  |
|                  | ニシノファイター   | 北海道 | 4着  |
|                  | アウヤンテプイ     | 笠松   | 6着  |
|                  | イブニングラッシュ | 北海道 | 取消 |
| 第58回（2012年） | ハードデイズナイト | 北海道 | 5着  |
|                  | グレイスウォード   | 北海道 | 7着  |
|                  | オグリタイム       | 北海道 | 11着 |
| 第59回（2013年） | リュウノワン       | 北海道 | 3着  |
|                  | フラッシュモブ     | 笠松   | 9着  |
|                  | ライブリーソウル   | 北海道 | 10着 |
|                  | パドドゥ           | 笠松   | 12着 |
| 第60回（2014年） | メジャーメアリー   | 北海道 | 3着  |
|                  | ドライヴシャフト   | 北海道 | 4着  |
|                  | コーズウェイ       | 北海道 | 6着  |
| 第61回（2015年） | ユアザスター       | 北海道 | 8着  |
|                  | サーラジャー       | 北海道 | 10着 |
| 第62回（2016年） | キャンドルグラス   | 北海道 | 5着  |
|                  | キングレイジング   | 笠松   | 11着 |
| 第63回（2017年） | リンノストーン     | 北海道 | 1着  |
|                  | ドリームスイーブル | 北海道 | 4着  |
|                  | ジュネスガール     | 北海道 | 7着  |
|                  | ミスティックリズム | 笠松   | 9着  |
| 第64回（2018年） | マイティウォーリア | 北海道 | 3着  |
|                  | ファーストメロディ | 北海道 | 12着 |
| 第65回（2019年） | バブルガムダンサー | 北海道 | 4着  |
|                  | モリノブレイク     | 北海道 | 5着  |
|                  | サンオブロジータ   | 北海道 | 11着 |
| 第66回（2020年） | ハートプレイス     | 北海道 | 3着  |
|                  | ジェネシスムーン   | 北海道 | 8着  |
| 第67回（2021年） | ノーズトゥテール   | 北海道 | 12着 |
| 第68回（2022年） | プルタオルネ       | 北海道 | 1着  |
|                  | グロリオサ         | 北海道 | 2着  |
| 第69回（2023年） | カプセル           | 北海道 | 1着  |
|                  | キタノヒーロー     | 北海道 | 2着  |
|                  | オオイチョウ       | 北海道 | 3着  |
|                  | ルーラーオブダート | 北海道 | 9着  |
| 第70回（2024年） | ウィルオレオール   | 北海道 | 1着  |
|                  | キングミニスター   | 北海道 | 6着  |

### 各回競走結果の出典
- 平和賞競走優勝馬 - 南関東4競馬場公式サイト